# Quartiere Coffee
Quartiere Coffee est un groupe italien de reggae provenant de Grosseto, créé en 2004.

## Histoire
Le groupe a été fondé à Grosseto, en Toscane, en 2004 et il a été formé par Kg Man comme le chanteur, Rootman Fratangeli et Marco Vagheggini aux claviers, Gianluca Acquilino à la guitare, Matteo Maggio à la batterie et Matteo Varricchio à la basse,. Leur début officiel se fait en 2008 avec l'album In-A, produit par Ciro "PrinceVibe" Pisanelli, et ils ont aussi participé au Rototom Sunsplash le 12 juillet de la même année,.
En 2010, il a sorti l'album Vibratown, qui contient la chanson la plus connue du groupe Sweet Aroma,. Ils ont gagné le concours Heineken Jammin' Festival Contest en juillet 2010 et l'année suivante ils ouvrent le concert de Vasco Rossi au même festival,.
Après le troisième album Italian Reggae Familia (2013), l'activité du groupe a ralenti, en raison de la mort subite du guitariste Gianluca Acquilino et de l'abandon ultérieur du chanteur Kg Man ; le claviériste Rootman devient le nouveau chanteur et leader du groupe,.
La nouvelle formation du groupe a participé au World Reggae Contest d'Ostróda Reggae Festival en Pologne, terminant à la deuxième place derrière les hollandais The Dubbeez.
Le quatrième album Conscience est sorti en mai 2017,.
Le groupe a officiellement annoncé le retour de Kg Man le 13 novembre 2020, et le nouveau single Back in Town est sorti le 3 décembre.

## Composition

### Membres actuels
- Filippo Fratangeli (Rootman) – chant, claviers
- Tommaso Bai (Kg Man) – chant (2004–2014, depuis 2020)
- Matteo Varricchio – basse
- Marco Vagheggini – claviers
- Matteo Maggio – batterie (depuis 2007)
- Filippo Scandroglio – guitare (depuis 2014)

### Anciens membres
- Gianluca Acquilino (†) – guitare (jusqu'à 2014)
- Matteo Breschi – batterie (jusqu'à 2007)
- Giulio Grillo – claviers (2016–2024)

## Discographie

### Albums
- 2008 : In-A
- 2010 : Vibratown
- 2013 : Italian Reggae Familia
- 2017 : Conscience
- 2024 : La mia terra

### Singles
- 2009 : Suffer
- 2010 : 1st Round
- 2010 : Sweet Aroma
- 2013 : Italian Reggae Familia
- 2016 : We Are
- 2016 : Sometimes
- 2016 : In Jamaica
- 2020 : Un viaggio (avec I Matti delle Giuncaie)
- 2020 : Back in Town
- 2021 : Love mi vida
- 2022 : Just One (avec Mellow Mood)
- 2022 : Countdown
- 2022 : Centro di gravità permanente (avec Simone Cristicchi)
- 2023 : La tempesta
- 2024 : Mr. Propaganda (avec Finaz)
- 2025 : Cultura (avec Mama Marjas)

## Récompenses
- 2010 – Heineken Jammin' Festival Contest
- 2016 – World Reggae Contest (Ostróda Reggae Festival) : finalistes[10]